# Dalhart
Dalhart är en ort i dels Dallam County, dels Hartley County i Texas. I Dallam County är Dalhart administrativ huvudort. Ortnamnet kombinerar de första stavelserna i countynamnen Dallam och Hartley. Enligt 2010 års folkräkning hade Dalhart 7 930 invånare.